# Leonid Anatoljewitsch Woloschin
Leonid Anatoljewitsch Woloschin (russisch Леонид Анатольевич Волошин, engl. Transkription Leonid Voloshin; * 30. März 1966 in Ordschonikidse) ist ein ehemaliger russischer Leichtathlet, der bis 1991 für die Sowjetunion und 1992 für die GUS antrat und 1990 Europameister im Dreisprung wurde.
Bei den Junioreneuropameisterschaften 1985 wurde Woloschin mit 7,79 Meter Vierter im Weitsprung. 1988 gewann er mit seiner persönlichen Bestleistung von 8,46 Meter die Sowjetische Meisterschaft und wurde mit 7,89 Meter Achter bei den Olympischen Spielen in Seoul.
1990 wechselte er zum Dreisprung und begann gleich mit einer Weite von 17,40 Meter. Bei den Europameisterschaften 1990 in Split verbesserte er diese Weite bereits in der Qualifikation auf 17,59 Meter. Im Finale steigerte er sich auf 17,74 Meter und hatte 31 Zentimeter Vorsprung auf den Titelverteidiger und Olympiasieger Christo Markow aus Bulgarien auf Platz 2. Dritter wurde Woloschins Mannschaftskollege Ihar Lapschyn.
In Sevilla bei den Hallenweltmeisterschaften 1991 gewann Lapschin mit 17,31 Meter vor Woloschin mit 17,04 Meter. In der Freiluftsaison wurde Woloschin Sowjetischer Meister im Dreisprung. Bei den Weltmeisterschaften in Tokio verbesserte er seine persönliche Bestleistung auf 17,75 Meter und gewann mit drei Zentimetern Rückstand Silber hinter Kenny Harrison.
1992 trat Woloschin bei den Halleneuropameisterschaften in Genua für die GUS an. Er siegte mit 17,35 Meter und 17 Zentimetern Vorsprung auf den Franzosen Serge Hélan. Bei den Olympischen Spielen 1992 in Barcelona verpasste Woloschin als Vierter mit 17,32 Meter die Bronzemedaille nur um vier Zentimeter.
Ab 1993 für Russland antretend gewann Woloschin bei den Weltmeisterschaften in Stuttgart mit 17,65 Meter erneut Silber, nur Olympiasieger Mike Conley Sr. lag 21 Zentimeter vor ihm. Am 6. Februar 1994 stellte Woloschin in Grenoble mit 17,77 Meter einen neuen Hallenweltrekord auf. Vier Wochen später bei den Halleneuropameisterschaften 1994 in Paris siegte Woloschin mit 17,44 vor Denis Kapustin. Nachdem Woloschin nun seit den Hallenweltmeisterschaften 1991 bei keinen großen Meisterschaften gegen einen Europäer verloren hatte, ging er als Favorit auf den Europameistertitel in die Freiluftsaison 1994. Er konnte sich aber verletzungsbedingt nicht für die Europameisterschaften 1994 in Helsinki qualifizieren, wo Kapustin vor Hélan gewann. Woloschin kehrte nach mehreren Operationen an der Achillessehne nicht mehr in die Weltklasse zurück.
Sein Hallenweltrekord wurde 1997 vom Kubaner Aliecer Urrutia mit 17,83 Meter um sechs Zentimeter übertroffen. Der Schwede Christian Olsson stellte diese Marke 2004 ein und löste Woloschin auch als Halleneuroparekordler ab.
Woloschin ist 1,80 m  groß und wog zu Wettkampfzeiten 72 kg. Er startete für Dynamo Krasnodar.